# Joe Sample
Joe Sample, teljes nevén: Joseph Leslie »Joe« Sample (Houston, 1939. február 1. – Houston, 2014. szeptember 12.) amerikai zenész: zongorista, zeneszerző, zenekarvezető. A modern jazz egyik meghatározó alakja volt, az elektromos zongorajáték, a fúziós dzsessz egyik úttörője.
Az 1950-es évektől a Modern Jazz Sextet, Jazz Crusaders, majd a The Crusaders alapító tagja, az 1960–1980-as években jó néhány listavezető albummal. Emellett közreműködőtt többek között Joni Mitchell, Marvin Gaye, Tina Turner, B. B. King, Joe Cocker, Minnie Riperton, Anita Baker, George Benson felvételein is. Sokat turnézott Európában is, élete vége felé főképp az énekesnő Randy Crawforddal.

## Lemezek

### Albumok
- Fancy Dance (1969)
- The Three (km.: Ray Brown e Shelly Manne) (1975)
- Rainbow Seeker (1978)
- Carmel (1979)
- Voices in the Rain (1980)
- Swing Street Cafe (km.: David T. Walker) (1981)
- The Hunter (1982)
- Roles (1983)
- Oasis (1985)
- Spellbound (1989)
- Ashes to Ashes (1990)
- Invitation (1993)
- Did You Feel That? (1994)
- Old Places Old Faces (1996)
- Sample This (1997)
- The Song Lives On (km.: Lalah Hathaway) (1999)
- The Pecan Tree (2002)
- Soul Shadows (2004)
- Creole Love Call (km.: Nils Landgren) (2006)
- Feeling Good (km.: Randy Crawford) (2007)
- No Regrets (km.: Randy Crawford) (2008)
- Live (km.: Steve Gadd e Nicolas Sample) (2012)